# Кубок Камбоджі з футболу
Кубок Камбоджі з футболу (англ. Hun Sen Cup) — головний футбольний клубний турнір в Камбоджі, який проводиться під егідою Федерації футболу Камбоджі.

## Історія
Будучи обраним Президентом Федерації футболу Камбоджі у кінці 2006 року, командувач Національної жандармерії Камбоджі генерал-лейтенант Сао Сокха приступив до здійснення програми розвитку футболу у Камбоджі. Вона включала проведення навчання арбітрів і тренерів та проведення різних футбольних змагань. З цього часу Кубок Камбоджі з футболу є одним з найголовніших змагань, які проводяться Федерацією футболу Камбоджі у Камбоджі щорічно.
Перший Кубок був організований у 2007 році. Участь у ньому брали 28 команд із більшості міст і провінцій Камбоджі. Турнір включав два етапи: груповий і плей-оф. 
У 2012 році система проведення кубку зазнала змін, які діють і дотепер. У основну сітку змагань проходять вісім або десять кращих команд із C-ліги, усі інші змагаються у кваліфікаційному раунді. Основна частина змагань включає два етапи: груповий та плей-оф.

## Фінали
| Сезон   | Переможець                       | Результат       | Фіналіст                         |
| ------- | -------------------------------- | --------------- | -------------------------------- |
| 2007    | Кхемара Кейла                    | 1–1 дч пен. 4–2 | Нагакорп                         |
| 2008    | Пномпень Емпайр                  | 1–0             | Преах Кхан Річ                   |
| 2009    | Пномпень Краун                   | 1–0             | Нагакорп                         |
| 2010    | Національне міністерство оборони | 3–2             | Пномпень Краун                   |
| 2011    | Преах Кхан Річ                   | 2–0             | Іст Бенгал                       |
| 2012    | Преах Кхан Річ                   | 2–1 дч          | Нагакорп                         |
| 2013    | Нагакорп                         | 0–0 дч пен. 5–3 | Національне міністерство оборони |
| 2014    | Нейшнал Поліс Коміссері          | 2-0             | Білт Брайт Юнайтед               |
| 2015    | Свайріенг                        | 2-1             | Нагаворлд                        |
| 2016    | Національне міністерство оборони | 1–1 дч пен. 6–5 | Преах Кхан Річ                   |
| 2017    | Преах Кхан Річ                   | 3–0             | Нагаворлд                        |
| 2018    | Національне міністерство оборони | 3–0             | Нейшнал Поліс Коміссері          |
| 2019    | Боунг Кет Ангкор                 | 1–1 дч пен. 5–4 | Преах Кхан Річ                   |
| 2020    | Вісаха                           | 2–0             | Нагаворлд                        |
| 2021    | Вісаха                           | 2–2 дч пен. 5–4 | Преах Кхан Річ                   |
| 2022    | Вісаха                           | 4–3 дч          | Боунг Кет Ангкор                 |
| 2023-24 | Преах Кхан Річ                   | 1–0             | Пномпень Краун                   |
| 2024-25 | Пномпень Краун                   | 2–1             | Преах Кхан Річ                   |

## Титули за клубами
| Клуб                             | Перемоги | Фінали | Роки перемог                    | Роки фіналів                       |
| -------------------------------- | -------- | ------ | ------------------------------- | ---------------------------------- |
| Преах Кхан Річ                   | 5        | 5      | 2011, 2012, 2015, 2017, 2023-24 | 2008, 2016, 2019, 2021, 2024-25    |
| Пномпень Краун                   | 3        | 2      | 2008, 2009, 2024-25             | 2010, 2024                         |
| Національне міністерство оборони | 3        | 1      | 2010, 2016, 2018                | 2013                               |
| Вісаха                           | 3        | –      | 2020, 2021, 2022                | –                                  |
| Нагаворлд                        | 1        | 6      | 2013                            | 2007, 2009, 2012, 2015, 2017, 2020 |
| Нейшнал Поліс Коміссері          | 1        | 1      | 2014                            | 2018                               |
| Боунг Кет Ангкор                 | 1        | 1      | 2019                            | 2022                               |
| Кхемара Кейла                    | 1        | –      | 2007                            | –                                  |
| Білт Брайт Юнайтед               | –        | 2      | –                               | 2011, 2014                         |